# Femme de Luttra
La femme de Luttra est un corps de tourbière découvert le 20 mai 1943 dans une tourbière à Falbygden (en) près de Luttra (en), en Suède. D'après une datation radiocarbone elle serait morte entre 3928 et 3651 avant notre ère à l'âge estimé de 20 ans. La présence de graines de framboises dans le contenu de son estomac, associée à son jeune âge, lui ont valu le surnom de Hallonflickan (suédois : [ˈhalɔnflɪkːˌan] ; litt. « Fille aux framboises »).
Aucune trace de blessure ou de maladie mortelle n'a été trouvé sur les restes. Il semble qu'elle ait été ligotée et placée dans une eau peu profonde au moment de sa mort ou peu après. Depuis 1994, son squelette fait partie de l'exposition permanente Forntid på Falbygden (Préhistoire à Falbygden) au musée Falbygden de Falköping, en Suède. Depuis juin 2011, une reconstruction médico-légale de son buste est intégrée à l'exposition.

## Découverte

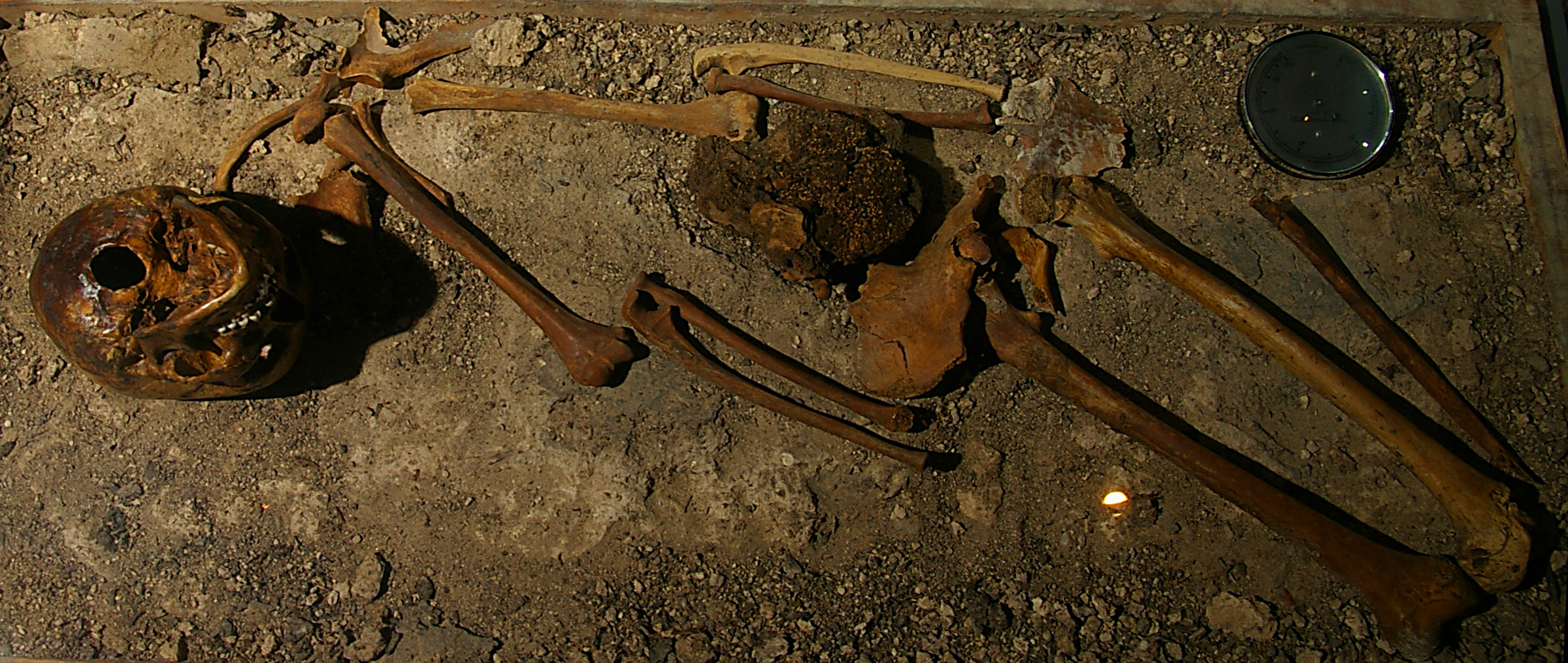
La femme Luttra, exposée dans la position dans laquelle elle a été découverte, au musée de Falbygden.

Le 20 mai 1943, alors qu'il coupe de la tourbe à Rogestorp, une tourbière ombrotrophe située dans le complexe de tourbières de Mönarpa mossar (sv) à Falbygden près de Luttra, Carl Wilhelmsson, un habitant de la paroisse voisine de Kinneved, découvre l'une des mains du squelette à une profondeur de 1,2 m sous la surface,. Après avoir été informés, les enquêteurs de la police déterminent que la profondeur des restes indique l'ancienneté, excluant la possibilité d'un crime passible de poursuites. Falbygden, une zone rurale du sud-ouest de la Suède connue pour son économie agricole, est un site archéologique pour les restes humains et animaux préhistoriques. Entre les années 1920 et 1950, les archéologues suédois ont largement documenté ces découvertes, qui coïncident avec l'intensification des activités d'extraction de la tourbe dans la région. Les vestiges de Falbygden sont généralement bien conservés, grâce à la roche-mère riche en roche carbonatée de la région, qui favorise le processus naturel de conservation.
Wilhelmsson informe le représentant local de la Direction nationale du patrimoine de Suède, l'enseignant et archéologue Hilding Svensson (sv). Svensson inspecte le lieu le lendemain et transmet un rapport de découverte à la direction nationale, demandant l'assistance d'un expert. En réponse, la direction nationale envoie le géologue et archéologue Karl Esaias Sahlström (sv) ainsi que le palynologue Carl Larsson, tous deux du Service de recherches géologiques de Suède. À leur arrivée, ils constatent que le squelette est en position verticale, le crâne détaché de telle sorte que le menton et le foramen magnum sont orientés directement vers le haut. Un segment du squelette a été coupé par inadvertance lors de l'extraction de la tourbe par Wilhelmsson, mais le crâne est resté dans sa position de découverte. Sahlström, estimant qu'il n'était pas possible de mener une enquête approfondie sur place, fait en sorte que l'ensemble du bloc de tourbe contenant le squelette partiellement enfoui soit extrait. Le bloc est placé sur une planche d'isorel et, avec plusieurs autres os trouvés dans la tourbière, est transporté par train au Musée historique de Stockholm dans une boîte en bois,,. Dès réception, l'ostéologue et anthropologue Elias Dahr (sv) extrait le squelette du bloc de tourbe.
Trois ans avant cette découverte, une pointe de flèche en silex avait été mise au jour dans la même tourbière, à environ 6 mètres au nord de l'emplacement du squelette et à une profondeur équivalente. Les chercheurs n'ont toutefois pas pu déterminer si la pointe de flèche et le squelette avaient été déposés en même temps.

## Études
Le squelette fait l'objet d'un premier examen par Dahr après les fouilles. Axel Bagge (en), un archéologue qui collabore à l'examen de Dahr, rapporte pour la première fois la découverte en 1947 dans la revue académique suédoise Fornvännen (en),. Une enquête anthropologique physique plus complète est menée par Sahlström, l'ostéologue Nils-Gustaf Gejvall (sv) et l'anatomiste Carl-Herman Hjortsjö ; leurs conclusions, y compris une description détaillée des restes, sont publiées en 1952. Dans les années qui suivent, le squelette est examiné par d'autres chercheurs, notamment l'archéologue Sabine Sten et l'ostéologue Torbjörn Ahlström dans les années 1990. Ahlström réexamine l'étude dans les années 2010,.

### Datation et estimation de l'âge
Seules des parties du squelette sont préservées ; les tissus mous se sont complètement désintégrés et certains os, en particulier ceux situés entre le crâne et le bassin, sont absents. Le crâne est bien préservé, seule la région nasale interne est partiellement dégradée. L'état des autres os est moins bon. La datation par analyse pollinique indique que les ossements sont légèrement plus vieux que 4 000 ans. En 2017, le squelette est daté au radiocarbone à trois reprises : les deux premières analyses corroborent les résultats de l'analyse pollinique, tandis que la troisième, réalisée par spectrométrie de masse par accélérateur en 2015, donne une fourchette de 3928 - 3651 avant notre ère. Cela situe les restes au début ou au milieu de la période du Néolithique, faisant d'elle la plus ancienne personne néolithique connue de Suède occidentale à cette époque.

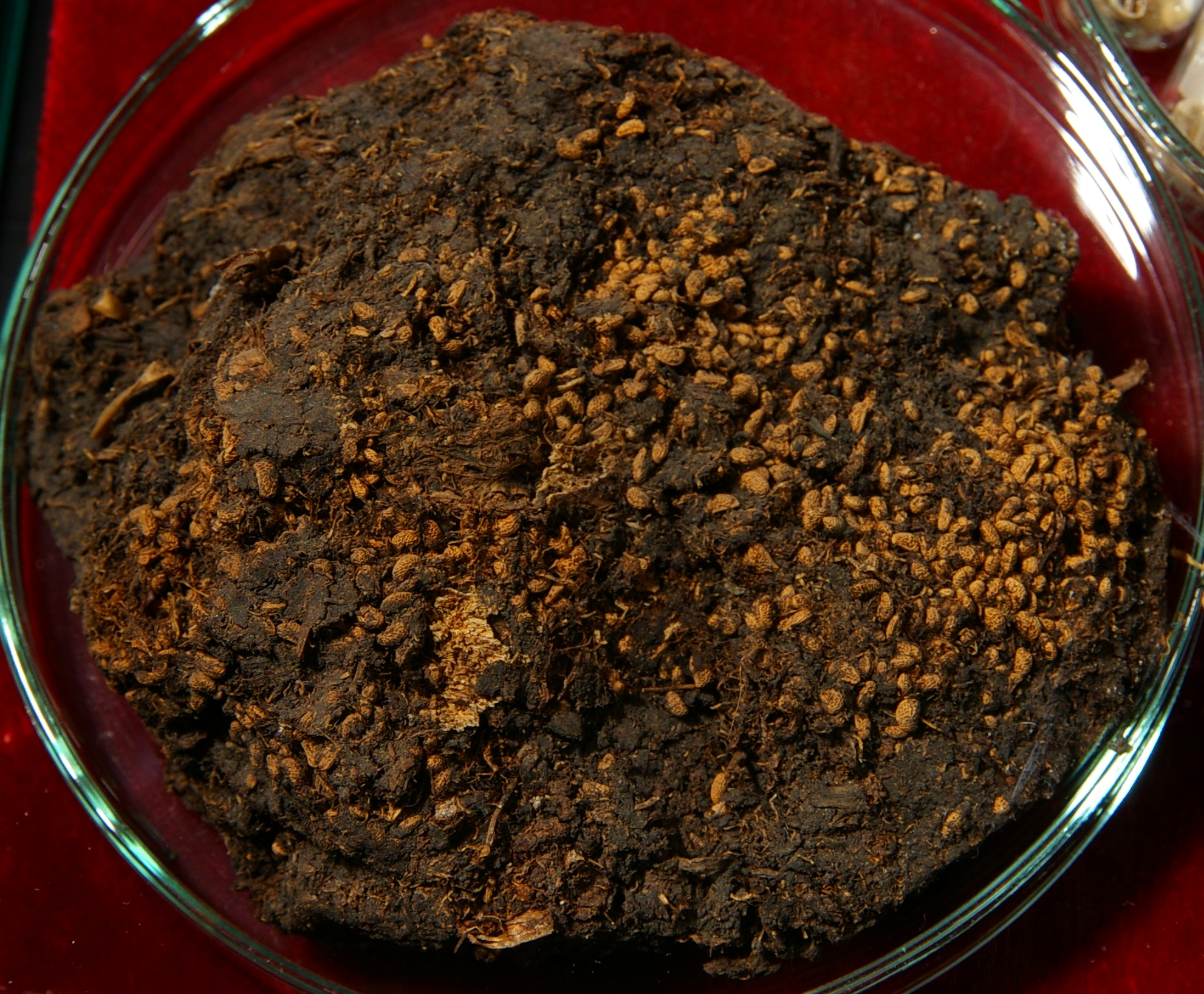
Le contenu de l'estomac de la femme de Luttra composé de graines de framboises.

Dahr évalue le squelette comme étant celui d'une jeune femme. Gejvall estime qu'il s'agit d'une femme âgée de 20 à 25 ans, mais Sjögren et al. proposent en 2017 une fourchette d'âge de 15 à 20 ans. À l'endroit où se trouvait son estomac, il reste un amas de petites graines jaune-brun, identifiées par la suite comme étant celles de framboises (Rubus idaeus). La quantité importante de framboises consommées peu avant la mort suggère que l'individu est probablement mort à la fin de l'été, en juillet ou en août. Ce dernier repas, ainsi que son âge estimé, lui valent d'être surnommée Hallonflickan, ce qui signifie « fille aux framboises » en suédois.

### Mesure du squelette
Gejvall décrit les traits de son visage comme étant élégants et proportionnellement équilibrés, notant la cohérence entre son cadre mince et les contours raffinés de son crâne et de sa mâchoire. Elle est caractérisée par une petite taille estimée à 145 cm. Dans une monographie de 1960, Gejvall fait remarquer qu'il s'agit de la taille la plus petite qu'il ait rencontrée dans le matériel archéologique suédois. Il fait référence à l'étude de Dahr sur les vestiges d'un village de l'âge de pierre de Gotland, la plus grande île de Suède, où la taille moyenne des femmes est estimée à 153 cm - un chiffre que Gejvall considère comme nettement petit - comme point de comparaison.
| Les ossements de la femme de Luttra (2023) | Les ossements de la femme de Luttra (2023) | Les ossements de la femme de Luttra (2023) |
| ------------------------------------------ | ------------------------------------------ | ------------------------------------------ |
| Type                                       | Poids                                      | Références                                 |
| Crâne                                      | 446 g (15.7 oz)                            | [ 7 ]                                      |
| Mandibule                                  | 52 g (1.8 oz)                              | [ 7 ]                                      |
| Humerus (droit)                            | 114 g (4.0 oz)                             | [ 7 ]                                      |
| Clavicule                                  | 18 g (0.6 oz)                              | [ 7 ]                                      |
| Omoplate #1                                | 42 g (1.5 oz)                              | [ 7 ]                                      |
| Omoplate #2                                | 31 g (1.1 oz)                              | [ 7 ]                                      |
| Radius                                     | 42 g (1.5 oz)                              | [ 7 ]                                      |
| Ulna                                       | 49 g (1.7 oz)                              | [ 7 ]                                      |
| Os coxal (droit)                           | 93 g (3.3 oz)                              | [ 7 ]                                      |
| Fémur                                      | 313 g (11.0 oz)                            | [ 7 ]                                      |
| Fibula                                     | 21 g (0.7 oz)                              | [ 7 ]                                      |
| Tibia                                      | 40 g (1.4 oz)                              | [ 7 ]                                      |

### Origine
L'analyse des rapports isotopiques du strontium et de l'oxygène dans l'émail de l'une des molaires de la femme Luttra indique qu'elle est probablement originaire de l'actuelle Scanie, la région la plus méridionale de la Suède, avant de s'installer dans la région de Falbygden plus tard dans sa vie. Les tentatives d'extraction d'ADN à partir de ses restes sont restées infructueuses jusqu'en janvier 2023, en raison de la dégradation des os par l'environnement de la tourbière.

### Cause de la mort
Le crâne présente une perforation sous l'orbite gauche, probablement due à une infection osseuse chronique ; sinon, ses restes ne portent aucune trace de blessure ou de maladie. Ses jambes sont placées dans une position accroupie, les mollets reposant sur les cuisses. Bagge suppose que ses jambes ont été ligotées, bien que les matériaux de ligature n'aient pas été préservés dans l'environnement de la tourbière. Sahlström note que l'empreinte du crâne sur le bloc de tourbe suggère une position couchée, ce que Dahr confirme, concluant qu'elle était couchée face contre terre. Il semble qu'elle était placée dans une eau peu profonde au moment de sa mort ou peu après, et qu'elle soit restée dans cette position jusqu'à la découverte de 1943. Bagge postule qu'elle ait été délibérément noyée, proposant l'hypothèse qu'elle a été victime d'un rituel de sacrifice humain ou d'une exécution de sorcière. Ahlström et Sten notent que certains vestiges du Néolithique ancien au Danemark portent des indications de pratiques sacrificielles similaires. Une autre explication est que les liens faisaient partie d'un rituel d'enterrement dans l'eau de la femme de Luttra, à la suite de sa mort pour des causes non liées.

## Exposition et reconstruction
Le texte de 1945 intitulé Tio tusen år i Sverige (Dix mille ans en Suède), qui accompagne l'exposition de pièces préhistoriques et archéologiques du Musée d'histoire de Suède, ne mentionne pas la femme de Luttra, bien que ses restes fassent partie de l'exposition à l'époque. Au début des années 1970, le squelette est retiré de l'exposition et placé dans les réserves du musée sous le numéro d'inventaire SHM 23163,. En 1994, le squelette est prêté au Falbygdens museum (sv) de Falköping et mis à la disposition du public. Depuis lors, il fait partie de l'exposition permanente du musée intitulée Forntid på Falbygden (La préhistoire à Falbygden),. L'exposition est complétée en juin 2011 par un buste reconstitué par Oscar Nilsson, archéologue et maquettiste formé à la sculpture. Il a travaillé à la demande de musées pour reconstituer des vestiges suédois de différentes périodes historiques - tels que la femme de Barum (en) (vers le 7e millénaire avant J.-C.), l'homme Granhammars (sv) (9e siècle avant J.-C.), Estrid (en) (11e siècle) et Birger Jarl (13e siècle) - en utilisant des méthodes médico-légales développées à l'origine pour identifier les victimes de crimes à partir de leurs restes,.

### Reconstitution du buste

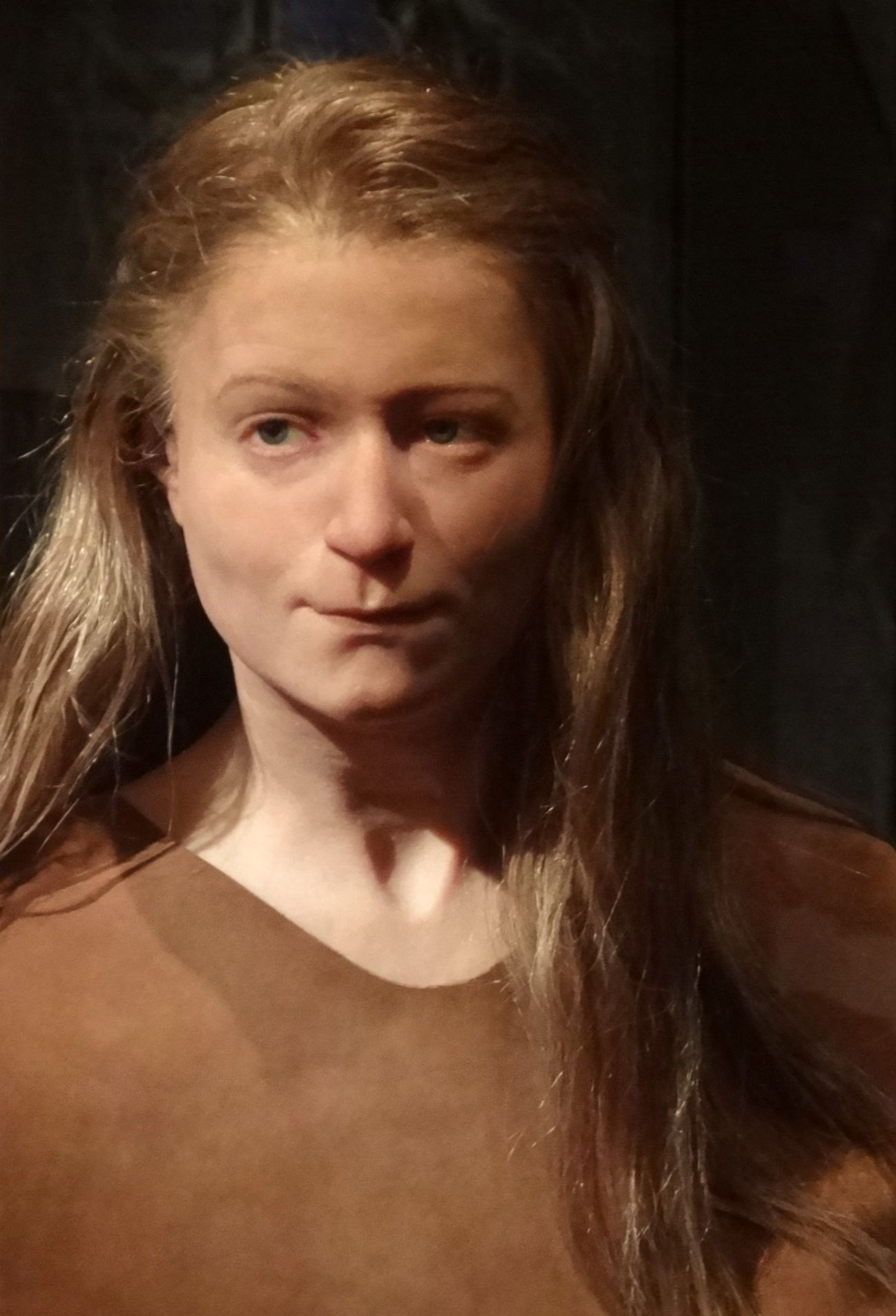
Reconstruction de la fille aux framboises, âgée d'environ 20 ans au moment de sa mort, réalisée par le modéliste Oscar Nilsson.

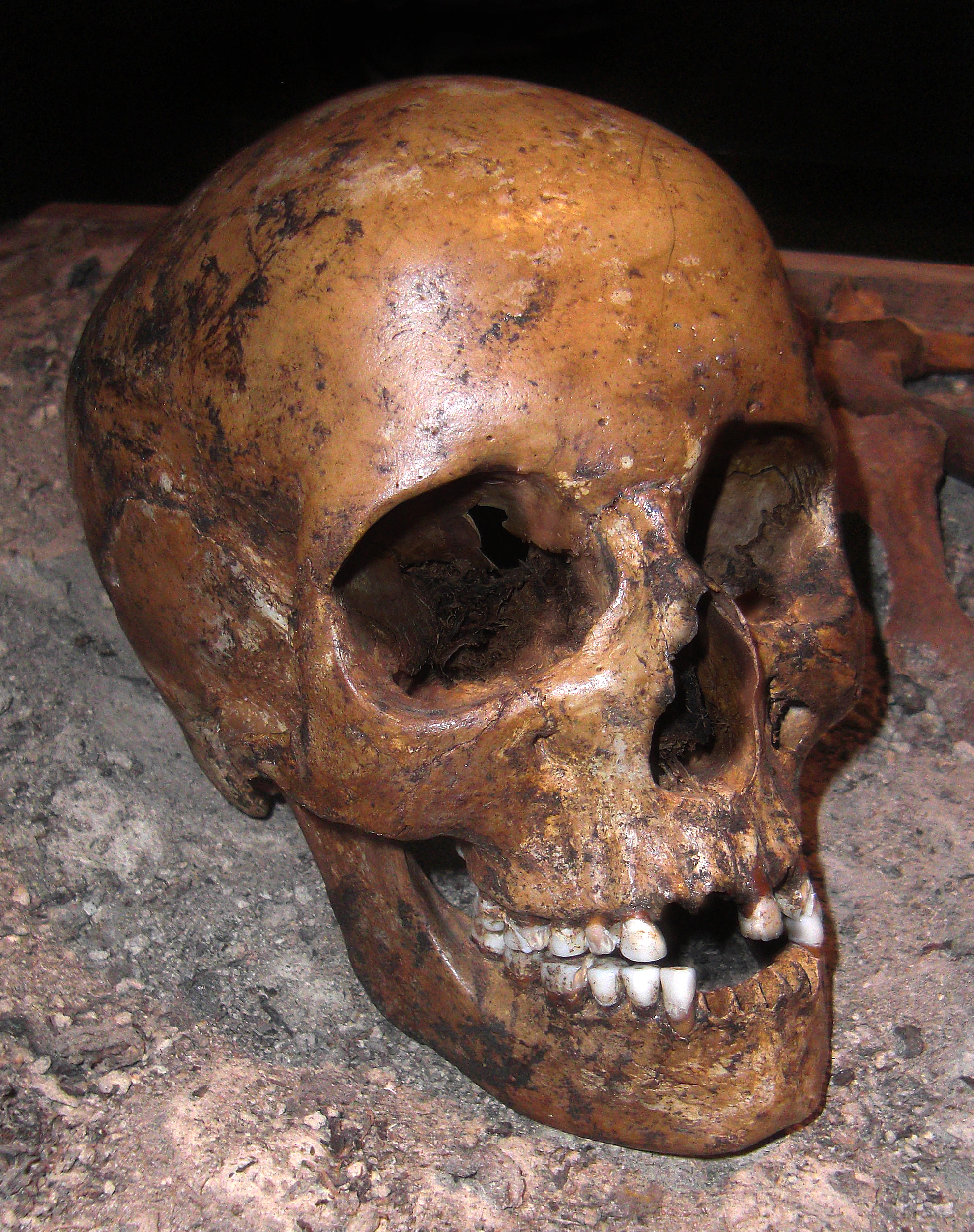
Crâne de la "fille aux framboises"

Pour créer le buste de la femme de Luttra, Nilsson fait scanner son crâne par tomodensitométrie à l'Institut Karolinska, une université médicale de Stockholm axée sur la recherche. À partir des données scannées, il fait imprimer en 3D une réplique grandeur nature du crâne en chlorure de polyvinyle. Nilsson appose ensuite manuellement des dizaines de marqueurs sur la réplique pour indiquer l'épaisseur estimée des tissus mous du visage. Il moule ensuite les muscles faciaux et une fine couche de peau en argile sur la réplique, sculptant les détails les plus fins de ses traits. Dans une interview, Nilsson fait remarquer que le squelette lui paraît nettement féminin. Il modèle son visage en conséquence, en y incorporant un nez étroit, qui donne ce qu'il décrit comme « une apparence tout à fait moderne », plutôt que le visage stéréotypé d'une femme de l'âge de pierre. En l'absence d'analyse ADN, Nilsson est contraint de faire des suppositions concernant la couleur de ses cheveux et de ses yeux.